# Hradiště na Zavírce
Hradiště na Zavírce je pravěké hradiště jihozápadně od Obecnice v okrese Příbram ve Středočeském kraji. Nachází se na vrchu Zavírka asi šest kilometrů jihozápadně od vesnice. Pozůstatky hradiště jsou chráněny jako kulturní památka.

## Historie
Hradiště údajně poprvé zaznamenal Jan Erazim Vocel v mapové příloze své knihy Pravěk země české z roku 1868, nicméně tento údaj vznikl chybnou interpretací mapy. Ve skutečnosti se v odborné literatuře poprvé objevilo na začátku padesátých let dvacátého století v příspěvku Josefa Maličkého o slavníkovské doméně. Ve druhé polovině dvacátého se nacházelo na nepřístupném území vojenského újezdu Brdy, a stálo tak stranou zájmu archeologů. Zkoumal jej pouze amatérský badatel Václav Huml a na jeho popud provedl terénní průzkum Jaroslav Kudrnáč. Přesto ještě na počátku 21. století byla existence hradiště sporná.
S polohou hradiště ve vojenském újezdu a dřívějšími nejasnostmi o jeho souvisí i změny v památkové ochraně. Do státního seznamu nemovitých kulturních památek bylo hradiště zapsáno v roce 1965, ale v roce 1987 Odbor kultury Okresního národního výboru v Příbrami ochranu zrušil. K definitivnímu potvrzení existence hradiště došlo až v roce 2012, a vzhledem k tomu byla památková ochrana v lednu 2017 obnovena.

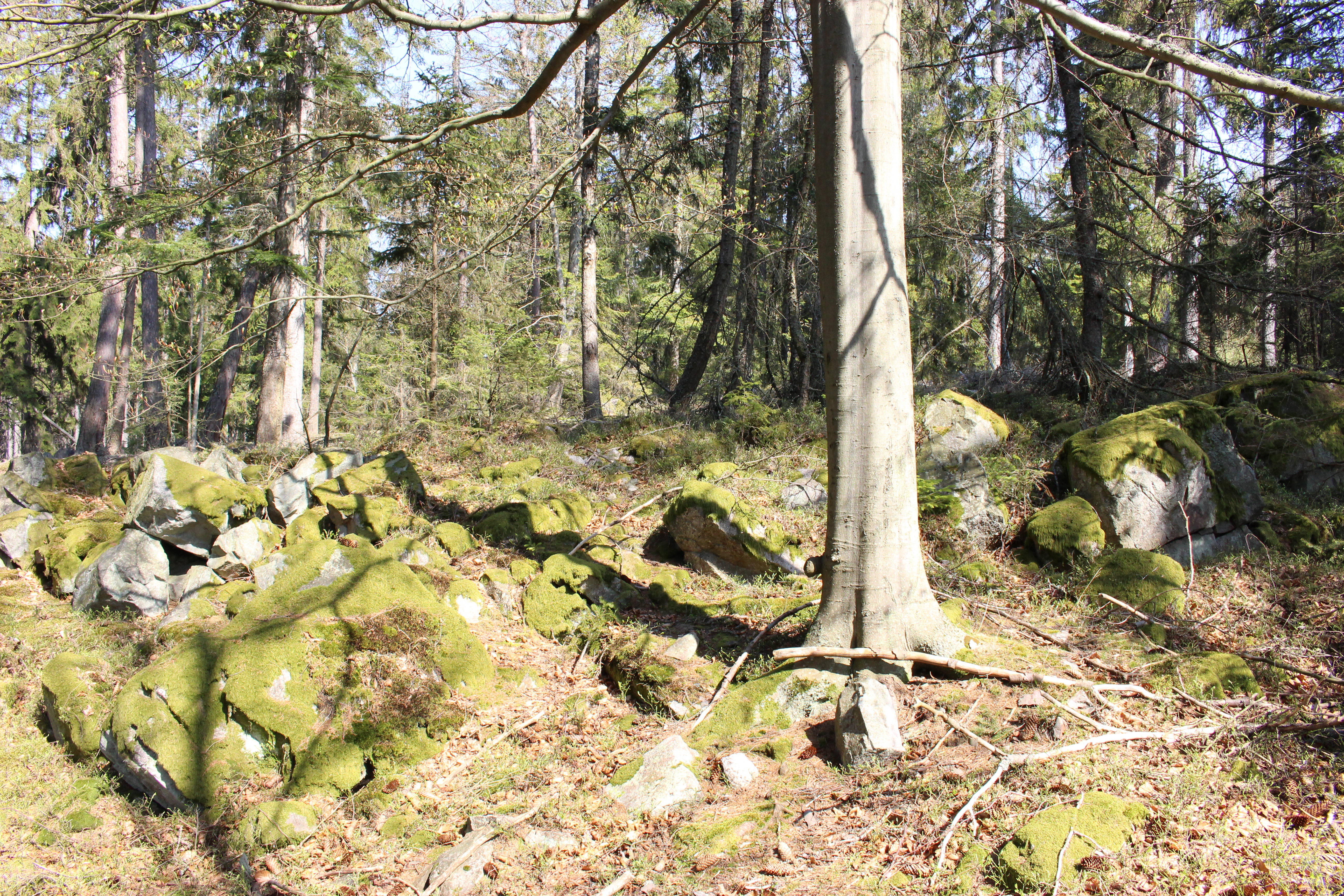
Val

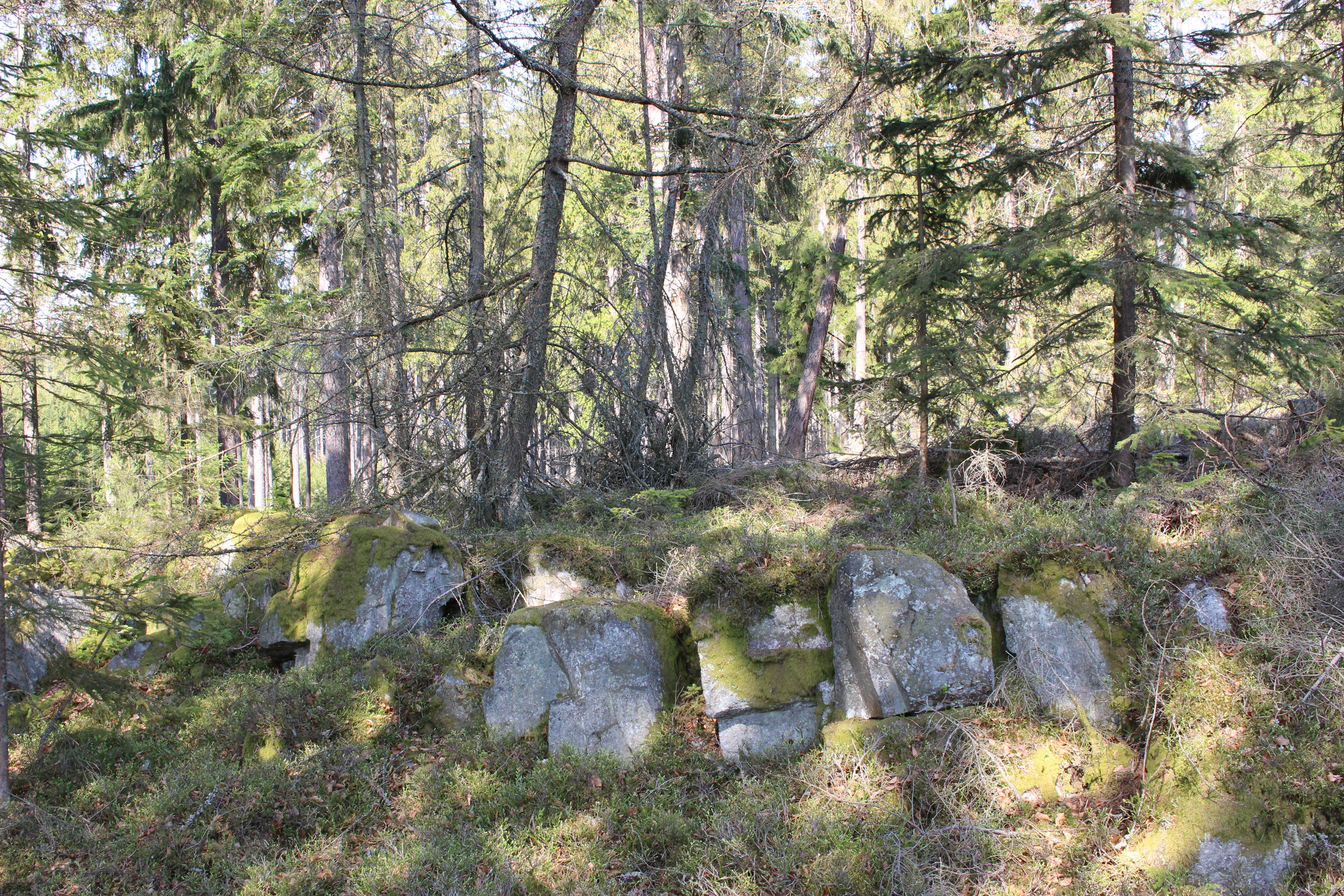
Val

Na hradišti se nepodařilo najít žádné artefakty, které by umožnily datování doby jeho osídlení. Na základě podoby opevnění je možné, že hradiště pochází z mladší až pozdní doby bronzové nebo pozdní doby halštatské. Svou velikostí a podobou opevnění se hradiště podobá Hradec u Dobříše, ale ani to se nepodařilo přesněji datovat a vnější podoba je daná spíše konfigurací reliéfu.

## Stavební podoba
Staveništěm hradiště se stalo protáhlé temeno vrchu Zavírka (též Na Zavírce nebo Věnec) v Brdské vrchovině. Kopec měří 720 metrů a nachází se mezi vodními nádržemi Pilsko a Láz. Geologicky je vrch tvořen převážně kambrickými slepenci, ale v místech hradiště se v mělké úžlabině vyskytuje také kambrický ryolit. Nejvyšší bod kopce leží asi sto metrů severozápadně od hradiště a v devatenáctém století na něm stávala vyhlídková plošina.
Z opevnění se dochoval 538 metrů dlouhý kamenný val, který ohraničuje plochu o velikost 1,68 hektarů. Jednodílné hradiště má oválný půdorys s délkou 215 metrů a šířkou osmdesát až 92 metrů. Stupeň zachování valu se na různých místech liší a někde byl val poškozen činností těžké lesní techniky. Nejlépe se dochoval v jižní části, kde je 2,6 metru vysoký a až osm metrů široký. Vzhledem k jeho poloze ve svahu je převýšení nad vnitřní stranou hradiště jen 0,5 až 0,8 metru. V méně zachovalých úsecích je převýšení výrazně menší a zejména v severním ohybu se změnil na pouhý kamenný pás, který převyšuje okolní terén nejvýšo o třicet centimetrů. Příkop není nikde patrný a kvůli četným novodobým narušením nelze identifikovat místo původního vstupu. Původní hradba nejspíše měla podobu kamenné zdi vysoké asi dva metry, kterou snad na vnější i vnitřní straně zajišťovala dřevěná konstrukce.